# DUMP (CP/M)
DUMP – dyrektywa nierezydentna systemu CP/M, zlecająca wykonanie polecenia wyprowadzenia na konsolę pojedynczego pliku w postaci szesnastkowej.
Dyrektywa ta ma następującą postać:
DUMP[X:]nazwa_jednoznacznawyprowadzenie w postaci szesnastkowej pliku nazwa_jednoznaczna, z bieżącego katalogu lub (jeżeli wyspecyfikowano) z napędu X:
Powyższym poleceniem można wyświetlać zbiory z obszaru bieżącego użytkownika. Wyświetlenie pliku z obszaru innego użytkownika, wymaga przejścia do obszaru tego użytkownika dyrektywą USER.
Zasadniczo polecenie umożliwia wyświetlenie w postaci szesnastkowej każdego rodzaju pliku. Najczęściej polecenie to było stosowane jednak do wyświetlania plików szesnastkowych HEX i wykonywalnych COM. Wyświetlanie plików następowało w ustalonym formacie: w każdym wierszu po 16 bajtów – 16 liczb szesnastkowych. Natomiast pierwsza kolumna takiego wydruku zawierała adres względny wyprowadzonych w danym wierszu bajtów (a więc adres względy pierwszej wartości w danym wierszu) – począwszy od 0 (pierwszy wiersz, pierwsza wartość).
W trakcie wyświetlania pliku na ekranie monitora można zatrzymać wyświetlanie zbioru (a więc szybkie przesuwanie – tzw. przewijanie – tekstu uniemożliwiające czytanie, ze względu na zbyt dużą szybkość), który nie mieści się w całości na ekranie, stosując kombinację klawiszy Ctrl+S. Ponadto, przed wydaniem tego polecenia, można zastosować kombinację klawiszy Ctrl+P, która aktywuje równoczesne wyprowadzanie zbioru na drukarkę. Umożliwia to uzyskanie wydruku danego pliku. Ponowne zastosowanie kombinacji klawiszy Ctrl+P odwołuje zlecenie wysyłania znaków również na drukarkę.